# Moimenta (Cinfães)
Moimenta is een plaats (freguesia) in de Portugese gemeente Cinfães en telt 468 inwoners (2001).